# Бій за Браунсберг
Бі́й за Бра́унсберг (фр. combat de Braunsberg) — бій, що відбувся 26 лютого 1807 року між російсько-прусською та французькою арміями за володіння східнопрусським містом Браунсберг (сучасне Бранево, Польща). Закінчився перемогою французів. Складова війни Наполеона з Четвертою коаліцією.

## Опис
Після битви під Пройсіш-Ейлау 8 лютого 1807 року Наполеон рушив навздогін за російсько-прусським військом на Кенігсберг, але потім повернув назад, аби стати на зимових квартирах за річками Алле й Пассаргою. Сили російсько-прусської коаліції виступили за ним; 25 лютого їхнє праве крило під командуванням прусського генерал-майора Августа фон Плетца в складі 11-ти батальйонів, 11 ескадронів та 2-х кінних батарей досягло міста Браунсберга. Пруссько-російський авангард у складі 2-х батальйонів і 5 ескадронів зайняв села Цагерн, Вілленберг і Штангендорф, а також міський ліс.
26 лютого 1807 року, о 2-й годині дня, пруссаки й росіяни отримали донесення про наступ французів з Лібштадта і Мюльгаузена на Браунсберг. Захисники вислали 4 батальйони для захоплення яру, розташованого поперед південного фронту при Родельсгофені, а інші 4 батальйони з 1-єю батареєю зайняли передмістя біля дороги на Ельбінг. Один батальйон обороняв обидва мости через Пассаргу.
Французьке військо під командуванням генерала П'єра Дюпона наступало 2-ма колоннами на Браунсберг, що був необхідний для захисту зимових квартир. Права колона у складі 1 піхотного і 1 стрілецького полків генерала Брюєра йшли дорогою з Лібштадта на Цагерн; ліва колона з 3 піхотних й 2 гусарських полків — дорогою з Мюльгаузена. У перших сутичках французи відтіснили авангард противника до міста. Тоді генерал фон Плетц, який отримав наказ не вступати у серйозний бій, почав відступ. Спочатку відійшла кіннота, а потім рушив батальйон, що захищав мости. Під час виходу із тісних браунсберзьких воріт війська зупинилися. Тієї миті французи стрімголов ринулися до міста, й захопили його разом із греблею. Антинаполеонівська коаліція втратила 700 вояків і 6 гармат. За французькими тріумфальними донесеннями місто переповнювали трупи російських солдатів; переможці здобули 16 гармат, 2 прапори і 2000 полонених.
У бою відзначився 9-й легкопіхотний полк, 32-й і 96-й лінійні піхотні полки, 9-й гусарський полк Великої армії.